# Jin Xiaowudi
Xiaowudi (孝武帝) est un empereur de Chine de la dynastie Jin de l'Est né en 362 et mort en 396. Il règne de 372 à sa mort.

## Biographie
Sima Yao est le fils de l'empereur Jianwendi et de sa concubine Li Lingrong (en). Il devient empereur à la mort de son père, en 372.
C'est sous le règne de Xiaowudi que se déroule la bataille de la rivière Fei, en 383. Les Jin parviennent à repousser l'armée d'invasion des Qin antérieur, malgré leur importante infériorité numérique. Ils tirent profit de la situation pour repousser leur frontière avec les Qin loin vers le nord, prélude à l'effondrement de leur dynastie.
Il meurt assassiné en 396 et les deux fils qu'il a eu avec sa concubine Chen Guinü (en) lui succèdent l'un après l'autre sur le trône sous les noms d'Andi et Gongdi.